# معايير GOST

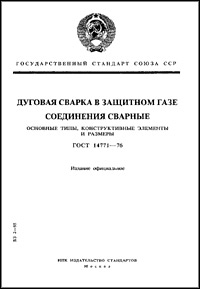

GOST (بالروسية: ГОСТ) وهو يشير إلى مجموعة من المعايير الفنية التي يحتفظ بها المجلس الأوروبي الآسيوي للتقييم والمقاييس وإصدار الشهادات (EASC). وهي منظمة معايير إقليمية تعمل تحت رعاية كومنولث للدول المستقلة (CIS).
يتم فيها تضمين جميع أنواع المعايير المنظمة، مع أمثلة تتراوح من قواعد التخطيط لمستندات التصميم إلى وصفات وحقائق غذائية خاصة بالأسماء التجارية في الحقبة السوفياتية (والتي أصبحت الآن عامة، ولكن يمكن بيعها فقط تحت ملصق دعائي إذا تم اتباع المعيار التقني، أو إعادة تسميتها إذا تمت إعادة صياغتها).
إن مفهوم GOST له مغزى واعتراف معينين في بلدان الاختصاص القضائي للمعايير. ولدى وكالة حكومية روسية (Rosstandart) لديها موقع إلكتروني على شبكة الإنترنت وعنوانه gost.ru.
تم تطوير معايير GOST في الأساس من قبل حكومة الاتحاد السوفيتي كجزء من استراتيجيتها الوطنية للتقييم والقياس. وتُعد كلمة GOST (بالروسية: ГОСТ) اختصار لمعيار gosudarstvennyy، (بالروسية: государственный стандарт) مما يعني معيار على مستوى الدولة.